# Gabriela Szabóová
Gabriela Szabóová (* 14. listopadu 1975 Bistrița) je bývalá rumunská atletka, běžkyně, která se specializovala na střední a dlouhé tratě.
Jejími hlavními disciplínami byly zejména běh na 1500 metrů a běh na 5000 metrů. Na juniorských šampionátech a později v hale se věnovala především trati na 3000 metrů.
V roce 1999 byla zvolena atletkou světa a později i atletkou Evropy. V témže roce si společně s dánským běžcem Wilsonem Kipketerem rozdělila miliónový jackpot ze závodů Zlaté ligy, když oba shodně vyhráli na všech šesti mítincích své disciplíny.

## Juniorské úspěchy
První úspěch zaznamenala na evropském olympijském festivalu mládeže v Bruselu 1991, kde získala zlatou medaili (1500 m). V témže roce na dvojnásobné trati vybojovala v Soluni titul juniorské mistryně Evropy. Titul zopakovala o dva roky později rovněž na šampionátu v San Sebastiánu. V roce 1992 doběhla druhá na mistrovství světa juniorů v jihokorejském Soulu. O dva roky později již získala v Lisabonu titul juniorské mistryně světa.
| Šampionát | Místo konání             | Umístění | Výkon   | Disciplína |
| --------- | ------------------------ | -------- | ------- | ---------- |
| EOFM 1991 | Brusel, Belgie           | 1.       | 4:20,73 | 1500 m     |
| MEJ 1991  | Soluň, Řecko             | 1.       | 9:19,28 | 3000 m     |
| MSJ 1992  | Soul, Jižní Korea        | 2.       | 8:48,28 | 3000 m     |
| MEJ 1993  | San Sebastián, Španělsko | 1.       | 8:50,97 | 3000 m     |
| MSJ 1994  | Lisabon, Portugalsko     | 1.       | 8:47,40 | 3000 m     |

## Po ukončení kariéry
Poslední závod absolvovala v roce 2004. V roce 2011 se stala členkou rady Evropské atletické asociace. V letech 2014–2015 byla ministryní mládeže a sportu ve vládě Victora Ponty. V roce 2016 kandidovala na předsednictví Rumunského olympijského výboru, avšak ve volbách ji porazil bývalý šermíř Mihai Covaliu.

## Osobní rekordy
- Běh na 3000 metrů - (8:21,42 min. - 19. 7. 2002, Monako) - Současný evropský rekord